# Jean Majerus (Radsportler, 1914)
Jean Majerus (* 6. Februar 1914 in Bettemburg; † 16. Juni 1983 in Esch an der Alzette) war ein luxemburgischer Profiradsportler, der u. a. viermal an der Tour de France teilgenommen hat.

## Sportliche Laufbahn
Majerus’ Laufbahn begann 1931 mit dem Eintritt in den Verein La Pedale 07 Schifflange. 1934 und 1935 gewann er die nationale Meisterschaft der Junioren. Er wird häufig als Jean Majerus II bezeichnet, da es in Luxemburg bereits vor seiner Karriere einen Fahrer gleichen Namens gab, der ebenfalls an der Tour de France (1924 und 1925) teilgenommen hatte. 1936 siegte er im französischen Etappenrennen Tour de Lorraine. 1946 konnte er diesen Erfolg wiederholen.
Bei der Tour de France 1937 und 1938 fuhr er insgesamt neun Tage im Gelben Trikot des Gesamtführenden und gewann zusätzlich zwei Etappen. Bei seinen vier Teilnahmen an der Tour schied er dreimal aus, 1938 beendete er die Rundfahrt auf Platz 49. 1947 beendete er seine Laufbahn, nachdem er kurz zuvor noch Landesmeister Luxemburgs im Sprint in der Einerverfolgung geworden war.

## Berufliches
Jean Majerus war nach seiner sportlichen Laufbahn als Vertreter einer Großhandlung für Bäckereiartikel tätig.